# Franz Raab
Franz Raab   (Pouzdřany, 8 de febrer de 1764 - Seitenstetten, 9 de maig de 1804) fou un compositor natural de Moràvia.
Estudià la composició amb Albrechtsberger, com admirador i continuador de l'estil clàssic de Joseph Haydn. Les seves composicions en la seva majoria eclesiàstiques, es guarden en el monestir Seitenstetten d'Àustria, on Raab havia romàs en el cos de coristes.

## Obres
- 16 introits, a 4 veus (1794-95),
- 12 Graduals, a 4 veus amb acompanyament instrumental (1796-99),
- 4 Ofertoris, a 4 veus (1806),
- 4 Vespres, a 4 veus (1806),
- Gran Missa de Rèquiem, a 4 veus (1796),
- Cantata festiva, (1797),
- Cançons, (1797),
- Variacions per a piano, per a piano i orgue,
- 16 fuges, per a piano i orgue.

Les obres de Raab es distingeixen pel seu curós treball contrapuntístic i bon coneixement de la composició vocal.